# MotoGP katari nagydíj
A MotoGP katari nagydíja a MotoGP egy versenye, mely 2004 óta folyamatosan szerepel a versenynaptárban. Itt rendezték meg a sorozat első villanyfényes versenyét.

## Az eddigi győztesek
| Év   | Helyszín | Moto3                     | Moto2                     | MotoGP                             | Összefoglaló |
| ---- | -------- | ------------------------- | ------------------------- | ---------------------------------- | ------------ |
| 2025 | Losail   | Ángel Piqueras            | Arón Canet                | Marc Márquez                       | Összefoglaló |
| 2024 | Losail   | David Alonso              | Alonso López              | Francesco Bagnaia                  | Összefoglaló |
| 2023 | Losail   | Jaume Masià               | Fermín Aldeguer           | Fabio Di Giannantonio              | Összefoglaló |
| 2022 | Losail   | Andrea Migno              | Celestino Vietti          | Enea Bastianini                    | Összefoglaló |
| 2021 | Losail   | Jaume Masià               | Sam Lowes                 | Maverick Viñales                   | Összefoglaló |
| 2020 | Losail   | Albert Arenas             | Nagasima Tecuta           | A Covid19-pandémia miatt törölték. | Összefoglaló |
| 2019 | Losail   | Toba Kaito                | Lorenzo Baldassarri       | Andrea Dovizioso                   | Összefoglaló |
| 2018 | Losail   | Jorge Martín              | Francesco Bagnaia         | Andrea Dovizioso                   | Összefoglaló |
| 2017 | Losail   | Joan Mir                  | Franco Morbidelli         | Maverick Viñales                   | Összefoglaló |
| 2016 | Losail   | Niccolò Antonelli         | Thomas Lüthi              | Jorge Lorenzo                      | Összefoglaló |
| 2015 | Losail   | Alexis Masbou             | Jonas Folger              | Valentino Rossi                    | Összefoglaló |
| 2014 | Losail   | Jack Miller               | Tito Rabat                | Marc Márquez                       | Összefoglaló |
| 2013 | Losail   | Luis Salom                | Pol Espargaró             | Jorge Lorenzo                      | Összefoglaló |
| 2012 | Losail   | Maverick Viñales          | Marc Márquez              | Jorge Lorenzo                      | Összefoglaló |
| Év   | Helyszín | 125 cm³                   | 250 cm³/Moto2             | MotoGP                             | Összefoglaló |
| 2011 | Losail   | Nicolás Terol (Aprilia)   | Stefan Bradl              | Casey Stoner (Honda)               | Összefoglaló |
| 2010 | Losail   | Nicolás Terol (Aprilia)   | Tomizava Sója             | Valentino Rossi (Yamaha)           | Összefoglaló |
| 2009 | Losail   | Andrea Iannone (Aprilia)  | Héctor Barberá (Aprilia)  | Casey Stoner (Ducati)              | Összefoglaló |
| 2008 | Losail   | Sergio Gadea (Aprilia)    | Mattia Pasini (Aprilia)   | Casey Stoner (Ducati)              | Összefoglaló |
| 2007 | Losail   | Héctor Faubel (Aprilia)   | Jorge Lorenzo (Aprilia)   | Casey Stoner (Ducati)              | Összefoglaló |
| 2006 | Losail   | Álvaro Bautista (Aprilia) | Jorge Lorenzo (Aprilia)   | Valentino Rossi (Yamaha)           | Összefoglaló |
| 2005 | Losail   | Talmácsi Gábor (KTM)      | Casey Stoner (Aprilia)    | Valentino Rossi (Yamaha)           | Összefoglaló |
| 2004 | Losail   | Jorge Lorenzo (Derbi)     | Sebastian Porto (Aprilia) | Sete Gibernau (Honda)              | Összefoglaló |